# Richard Baldus

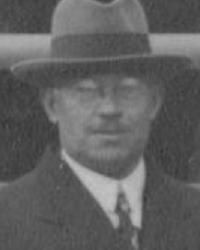
Richard Baldus, 1930 in Jena

Richard Baldus (* 11. Mai 1885 in Saloniki; † 28. Januar 1945 in München) war ein deutscher Mathematiker, der sich mit Geometrie beschäftigte.

## Leben
Richard Baldus war der Sohn eines Stationschefs der anatolischen Eisenbahn. Nach dem Abitur 1904 am Wilhelmsgymnasium München studierte er in München und an der Universität Erlangen, wo er 1910 bei Max Noether  promoviert wurde (Über Strahlensysteme, welche unendlich viele Regelflächen 2. Grades enthalten) und sich 1911 habilitierte. Er war ab 1919 Professor für Geometrie an der Technischen Hochschule Karlsruhe (Rektor 1923/24) und ab 1932 Professor für Geometrie (als Nachfolger von Sebastian Finsterwalder) an der TU München, wo er 1934 die Nachfolge von Walther von Dyck auf dessen Lehrstuhl für Mathematik antrat.
1933 war er Präsident der Deutschen Mathematiker-Vereinigung. Seit 1929 war er Mitglied der Heidelberger Akademie der Wissenschaften und seit 1935 der Bayerischen Akademie der Wissenschaften.

## Schriften
- Nichteuklidische Geometrie – hyperbolische Geometrie der Ebene, Sammlung Göschen, de Gruyter 1927
- Formalismus und Intuitionismus in der Mathematik, Karlsruhe, G. Braun 1924